# مرحومة

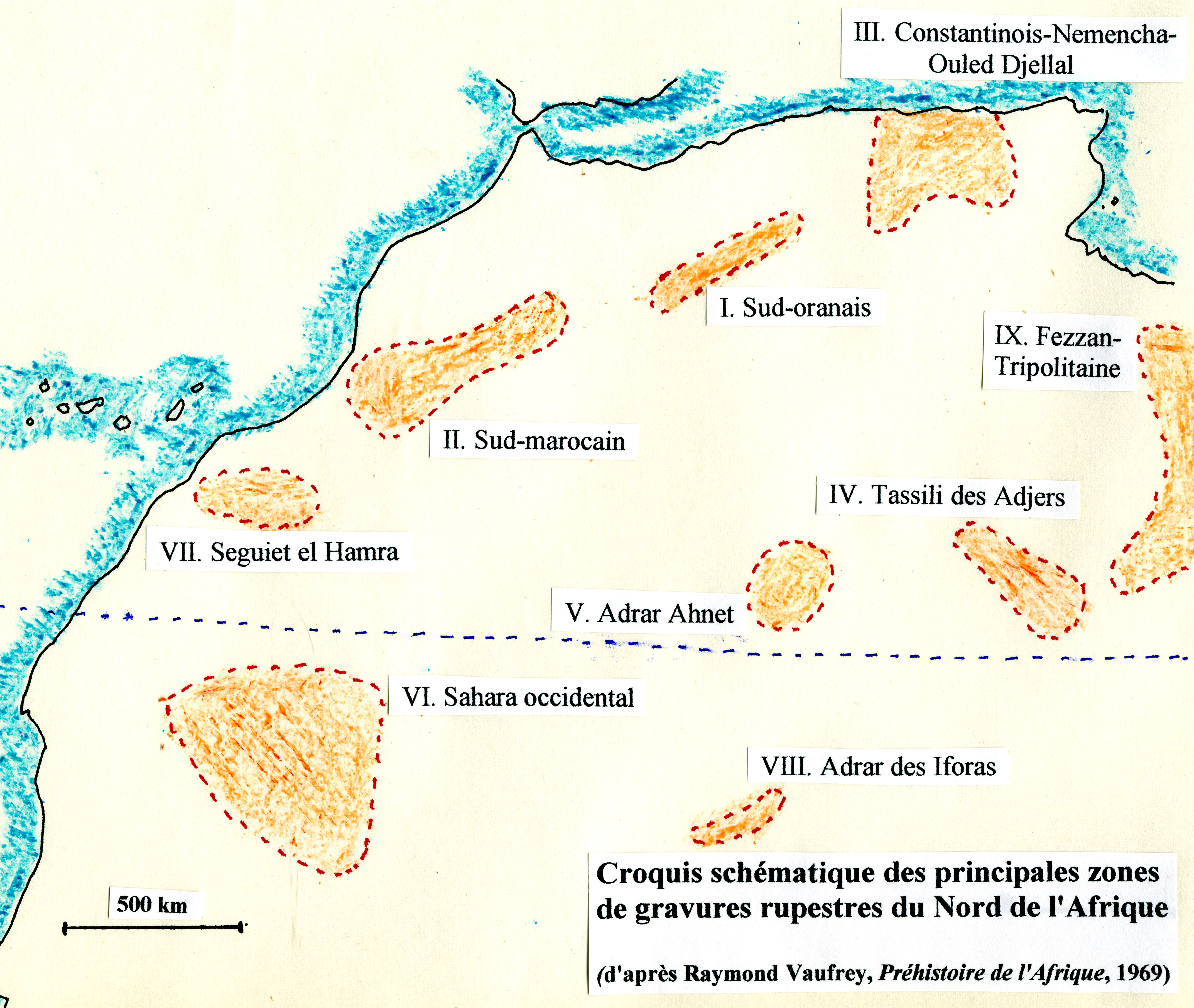
خريطة تبين مناطق تواجد رسومات ماقبل التاريخ بالجنوب الوهراني

مرحومة واحة تحتوي على مجموعة من أشجار النخيل وتبعد عن بلدية بني عباس حوالي 18 كم. تشتهر منطقة مرحومة برسومات ما قبل التاريخ وزهرة الرمال